# Sinar Gading
Sinar Gading is een bestuurslaag in het regentschap Merangin van de provincie Jambi, Indonesië. Sinar Gading telt 1838 inwoners (volkstelling 2010).